# Parafia Wniebowzięcia Najświętszej Maryi Panny w Chorzowie-Batorym
Parafia Wniebowzięcia Najświętszej Maryi Panny w Chorzowie-Batorym – rzymskokatolicka parafia w Chorzowie, należąca do archidiecezji katowickiej.

## Historia parafii
Wokół powstałej w 1872 r. huty „Batory” rozwinęły się dwa osiedla – Górne i Dolne Hajduki. W 1903 roku połączono je i ten sposób powstała wiejska gmina „Wielkie Hajduki”. Na jej terenie w latach 1898–1901 powstał kościół pw. Wniebowzięcia NMP. Autorem projektu kościoła był znany śląski architekt – Ludwig Schneider. Samodzielną parafią Hajduki stały się dopiero w roku 1908. 

## Kościół parafialny
Powstał neogotycki kościół wybudowany z cegły profilowanej i glazurowanej, którego wieża liczy 74 m wysokości. Kościół wyróżnia się dodatnio wśród XIX i XX-wiecznej architektury Chorzowa. Koszty jego budowy, jak na ówczesne czasy, były ogromne – ok. 300 tys. marek. Roboty murarskie wykonywała firma „Wieczorek” z Królewskiej Huty. Budowa kościoła trwała niespełna trzy lata. 15 września 1901 roku – kardynał Georg Kopp poświęcił kościół.
Godny uwagi we wnętrzu kościoła jest obraz Matki Boskiej Wniebowziętej umieszczony w ołtarzu głównym, ufundowany przez żonę dyrektora huty Kollmana, a namalowany przez bliżej nieznanego włoskiego malarza. Plebanię zbudowano w latach 1905–1906. 

## Proboszczowie
Pierwszym duszpasterzem przy kościele tzw. kuratusem – został 18 listopada 1903 roku ks. Augustyn Schwierk (Świerk), dotychczasowy wikary parafii św. Jadwigi w Królewskiej Hucie.
- ks. Maksymilian Ksoll (1913–1922)
- ks. Józef Czempiel (1922–1942)
- ks. Jerzy Lokay (1940–1945)
- ks. dr Teodor Krząkała (1945–1970)
- ks. prałat Franciszek Gębała (1970–1998)
- ks. Henryk Aleksa (1998–2010)
- ks. Piotr Berger (2010–2024)
- ks. Marek Zyzak (administrator od 2024)[2]